# Leo Varadkar
Leo Eric Varadkar (/vəˈrædkər/ və-RAD-kər; sinh ngày 18 tháng 1 năm 1979) là một chính khách và bác sĩ người Ireland làm Lãnh đạo Fine Gael từ năm 2017 và phó thủ tướng từ năm 2020. Ông từng là thủ tướng và Bộ trưởng Quốc phòng từ năm 2017 đến 2020. Sau tổng tuyển cử Ireland 2020, trong đó Fine Gael được trở lại là đảng lớn thứ ba sau Fianna Fáil và Sinn Féin, Varadkar đã từ chức thủ tướng nhưng vẫn tiếp tục thực hiện nhiệm vụ cho đến khi người kế nhiệm của ông, Micheál Martin, được bổ nhiệm vào tháng 6 năm 2020. Ông cũng là một hạ nghị sĩ (TD) đại diện Dublin West kể từ năm 2007.
Varadkar sinh ra ở Dublin và học ngành y tại Trinity College Dublin. Ông đã dành vài năm làm bác sĩ bệnh viện không tư vấn, cuối cùng đủ điều kiện làm bác sĩ đa khoa vào năm 2010. Năm 2004, ông gia nhập Fine Gael và trở thành thành viên của Hội đồng Hạt Fingeral và sau đó giữ chức Phó Thị trưởng. Ông được bầu vào Dáil Éireann lần đầu tiên vào năm 2007. Sau đó, ông phục vụ trong Chính phủ Kenny, với tư cách là Bộ trưởng Giao thông, Du lịch và Thể thao từ 2011 đến 2014, Bộ trưởng Bộ Y tế từ 2014 đến 2016, và Bộ trưởng Bảo trợ Xã hội từ năm 2016 đến năm 2017. Trong trưng cầu dân ý về hôn nhân đồng giới năm 2015, Varadkar là bộ trưởng Ireland đầu tiên công khai là người đồng tính.
Tháng 5 năm 2017, Kenny tuyên bố rằng ông sẽ từ chức thủ tướng và Lãnh đạo Fine Gael. Varadkar đứng trong bầu cử lãnh đạo để thay thế ông; mặc dù nhiều đảng viên đã bỏ phiếu cho đối thủ của ông, Simon Coveney, ông đã giành chiến thắng với một tỷ lệ đáng kể giữa các nghị sĩ Quốc hội và được bầu làm lãnh đạo vào ngày 2 tháng 6. 12 ngày sau, ông được bổ nhiệm làm thủ tướng trẻ tuổi nhất ở tuổi 38. Ông là người đứng đầu chính phủ công khai đồng tính đầu tiên của Ireland và thứ tư trên thế giới, và Tự ứng cử đầu tiên của gia đình di dân từ Ấn Độ.
Năm 2020, Varadkar kêu gọi tổng tuyển cử được tổ chức vào tháng 2. Trong khi các cuộc thăm dò vào năm 2019 đã gợi ý một kết quả thuận lợi cho Fine Gael và Varadkar tập trung vào việc xử lý các cuộc đàm phán Brexit với Vương quốc Anh, Fine Gael cuối cùng đã đứng thứ ba về số ghế và phiếu bầu, sau Fianna Fáil và Sinn Féin, với 35 ghế, mất 15 ghế cho đảng từ tổng tuyển cử trước đó, khi nó đã ở vị trí đầu tiên. Varadkar từ chức và được Micheál Martin tiếp tục làm thủ tướng. Sau đó, ông được bổ nhiệm làm phó thủ tướng và Bộ trưởng Doanh nghiệp, Thương mại và Việc làm trong một liên minh ba đảng gồm Fianna Fáil, Fine Gael và Đảng Xanh.

## Thiếu thời
Sinh ngày 18 tháng 1 năm 1979 tại Bệnh viện Rotunda ở Quảng trường Parnell, Dublin, Varadkar là con trai duy nhất của Ashok Varadkar và Miriam (nhũ danh Howell). Cha ông sinh ra ở Bombay, Ấn Độ và chuyển đến Anh quốc vào những năm 1960 để làm một bác sĩ. Mẹ của ông, sinh ra ở Dungarvan, đã gặp người chồng tương lai của mình trong khi làm việc y tá tại Slough. Họ sống cùng nhau ở Leicester, nơi mà người con cả của ba đứa con của họ, Sophie, được sinh ra. Gia đình chuyển đến Ấn Độ, trước khi định cư tại Dublin vào năm 1973, nơi đứa con thứ hai, Sonia, ra đời. Sinh ra với một người cha Hindu và mẹ Công giáo, cha mẹ của ông đã đồng ý nuôi dạy anh theo đức tin Công giáo.
Varadkar học tại Trường Quốc gia St Francis Xavier, Blanchardstown. Giáo dục bậc trung học của ông đã diễn ra ở Palmerstown tại Bệnh viện King's, một trường học trả phí hoạt động theo phong cách của Giáo hội Ireland. Trong thời gian học trung học, anh gia nhập Fine Gael. Anh được nhận vào trường Cao đẳng Trinity, Dublin (TCD), nơi ông nghiên cứu một thời gian ngắn. Sau đó ông chuyển sang dùng thuốc. Tại TCD, ông đã hoạt động trong Young Fine Gael và từng giữ chức vụ phó chủ tịch thanh niên của Đảng Nhân dân Châu Âu, thanh niên của đảng Dân chủ Thiên chúa giáo.
Ông đã được chọn cho Chương trình Washington Ireland danh giá, chuẩn bị cho những người trẻ tuổi đầy tham vọng về vai trò lãnh đạo trong tương lai. Ông tốt nghiệp trường y khoa năm 2003 và trải qua nhiều năm làm bác sĩ ở bệnh viện St James và bệnh viện Connolly trước khi trở thành bác sĩ đa khoa vào năm 2010.

## Sự nghiệp chính trị

### Hội đồng Hạt Fingal: 2003-2007
Varadkar đã 20 tuổi và là sinh viên y khoa năm thứ hai khi anh tranh cử không thành công trong cuộc bầu cử địa phương tại Ireland, cuộc bầu cử địa phương 1999 tại khu vực Mulhuddart. Varadkar đã đồng ý tham gia [[Hội đồng Hạt Fingal] vào năm 2003 cho khu vực Castleknock để thay thế cho Sheila Terry. Tại cuộc bầu cử địa phương ở Ai Len, cuộc bầu cử địa phương năm 2004 đã nhận được 4.894 phiếu bầu cao nhất và lần đầu tiên được bầu vào vị trí số một.

### Dáil Éireann: 2007 đến nay
Varadkar được bầu vào Dáil Éireann tại cuộc tổng tuyển cử năm 2007 Và trở thành người phát ngôn của Đảng cho Doanh nghiệp, Thương mại và Việc làm từ năm 2007 đến năm 2010. Tại cuộc tổng tuyển cử của Ireland năm 2011, Varadkar được bầu lại cho Dáil Éireann với 8.335 phiếu ưu tiên đầu tiên (chiếm 19,7% phiếu bầu trong bầu cử 4 người).

#### Bộ trưởng Bộ Giao thông vận tải, Du lịch và Thể thao 2011-2014
Khi Fine Gael thành lập chính phủ liên minh với Công đảng, Varadkar được bổ nhiệm làm Bộ trưởng Vận tải, Du lịch và Thể thao vào ngày 9 tháng 3 năm 2011. Đây được coi là việc bổ nhiệm bất ngờ vì Varadkar không nổi tiếng trong lĩnh vực thể thao. Ông nói rằng mặc dù ông biết "rất nhiều sự thật... Tôi không chơi thể thao."
In May 2011, Varadkar suggested Ireland was "very unlikely" to resume borrowing in 2012 and might need a second bailout, causing jitters on international markets about Ireland's credibility.
Tháng 5 năm 2011, Varadkar đề nghị Ireland "đã rất không thể" tiếp tục vay mượn vào năm 2012 và có thể sẽ cần một gói cứu trợ thứ hai, gây ra những lo lắng về thị trường quốc tế về sự tín nhiệm của Ireland. Rất nhiều đồng nghiệp nội các của Varadkar không có ấn tượng với sự thẳng thắn của Varadkar; kể cả Ngân hàng Trung ương châu Âu cũng vậy. Thủ tướng Enda Kenny lặp lại lời tuyên bố của chính phủ rằng Nhà nước không cần phải có thêm một gói cứu trợ của EU-IMF và nói ông cảnh báo tất cả các bộ trưởng chống lại những nhận xét tiêu cực về nền kinh tế. Varadkar nói rằng phản ứng của câu chuyện đã được thổi phồng lên nhưng ông không bị nhầm lẫn.. Phản ứng với quyết định của Varadkar trong việc đưa ra ý kiến của mình trước công chúng, Independent News & Media của tờ Evening Herald đã mô tả Bộ trưởng như là kẻ dễ bị lợi dụng, như trước đây cũng đã từng làm.

#### Minister for Health: 2014–2016
Trong cuộc cải tổ nội các tháng 7 năm 2014, Varadkar thay thế James Reilly làm Bộ trưởng Y tế.
Ông được đưa trở lại Dáil vào cuộc tổng tuyển cử vào tháng 2 năm 2016. Ông giữ lại danh mục sức khoẻ với tư cách là một nhà hoạt động cho đến tháng 5 năm đó, do sự chậm trễ trong việc hình thành chính phủ. Trong một trong những hành động cuối cùng của ông là Bộ trưởng Bộ Y tế, Varadkar đã cắt giảm 12 triệu Euro từ 35 triệu Euro được phân bổ cho ngân sách năm đó cho chăm sóc sức khoẻ tâm thần. Ông đã được báo cáo đã nói với Dáil rằng những cắt giảm là "cần thiết vì kinh phí có thể được sử dụng tốt hơn ở nơi khác".

#### Bộ trưởng Bảo vệ Xã hội: 2016 đến nay
Vào ngày 6 tháng 5 năm 2016, sau khi các cuộc đàm phán thành lập chính phủ kết thúc, Enda Kenny bổ nhiệm Varadkar làm Bộ trưởng Bảo trợ Xã hội.

#### Thủ tướng và Lãnh đạo Fine Gael
Vào ngày 2 tháng 6 năm 2017, Varadkar đã được bầu làm lãnh đạo của Fine Gael, đánh bại Simon Coveney. Mặc dù Coveney có sự hỗ trợ của nhiều thành viên Gael Fine hơn Varadkar, nhưng hệ thống đại cử tri bầu cử lại nhấn mạnh hơn số phiếu của các nghị sĩ đảng, với sự ủng hộ mạnh mẽ cho Varadkar. Giống như Kenny, Varadkar dựa vào sự ủng hộ của các chính trị gia độc lập và sự lơ đãng của các TD Fianna Fáil hỗ trợ cho chức Lãnh đạo đảng của mình. Vào ngày 14 tháng 6 năm 2017, ông được bổ nhiệm làm thủ tướng trong cuộc bỏ phiếu 57-50 và 47 phiếu chống. Ông trở thành thủ tướng đồng tính công khai đầu tiên của Ireland đồng thời cũng là và là người đầu tiên của một nửa dòng máu gốc Ấn Độ. Đây cũng là lần đầu tiên hai thủ tướng liên tiếp đến từ Fine Gael.

## Cuộc sống cá nhân
Trong một cuộc phỏng vấn trên RTÉ Radio vào ngày 18 tháng 1 năm 2015 (sinh nhật lần thứ 36 của mình), Varadkar đã công khai công khai lần đầu tiên về tình trạng đồng tính: "không phải là điều gì đó định nghĩa tôi. Tôi không phải là một nhà chính trị nửa dòng máu Ấn Độ, một nhà chính trị gia bác sĩ hay một chính trị gia đồng tính vì nó chỉ là một phần của tôi, nó không định nghĩa tôi, tôi cho rằng đó là một phần trong tính cách của tôi". Điều này khiến ông trở thành một thành viên nội các gay công khai đầu tiên ở Ireland. Varadkar là một người ủng hộ nổi bật của cuộc trưng cầu hôn nhân đồng tính.
Người bạn đời của ông, Matthew Barrett, là bác sĩ tại Bệnh biện Đại học Mater Misericordiae.